# 趙驊
趙驊（？—783年），字雲卿，唐朝鄧州穰（河南南陽）人。
祖先是天水人。贞观年间主客员外郎赵德言的曾孙。父趙敭先，官殿中侍御史。趙驊性孝悌，善寫文章，《唐摭言》稱他“才美行純”。開元二十三年，舉進士，同榜有蕭穎士、李華，又連擢科第，補太子正字，累授大理評事。後貶北陽尉，移雷泽、河东二县丞。當時河東採訪使韋陟很看重他，聘為賓僚。韋陟去职后，陈留采访使郭纳复委任他为支使。
安祿山攻陷陳留時，趙驊投降安軍，出任伪职。乾元年間，趙驊因任伪职罪貶晉江尉。数年，改录事参军。征拜左补阙，未上任。福建观察使李承昭奏为判官，授试大理司直、兼监察御史。试司议郎、兼殿中侍御史。入朝为膳部、比部二员外，膳部、仓部二郎中，秘书少监。建中四年（783年）冬，爆發涇原兵變，趙驊逃匿於山谷中，不久病卒。追贈華州刺史。
趙驊與殷寅、顏真卿、柳芳、陸據、萧颖士、李华、邵軫友好，在天宝年间合称“殷、颜、柳、陆、萧、李、邵、赵”。他在台省任郎官时，常徒步上班。因俸禄微薄，衣食不充，以至亡殁，为人所叹息。有子趙宗儒，为唐德宗宰相。

## 延伸阅读
[在维基数据编辑]
 《舊唐書·卷187下》，出自刘昫《舊唐書》